# Fiholms äpple
Fiholms äpple är en äppelsort vars ursprung är okänt. Äpplets skal är av en grön och rödaktig färg, och smaken på äpplet påminner om den till Åkerö. Äpplet mognar i oktober och håller sig i bra skick till december. Fiholms äpple passar både som ätäpple såsom köksäpple. I Sverige odlas Fiholms äpple gynnsammast i zon 1-3.